# Zelter-Plakette

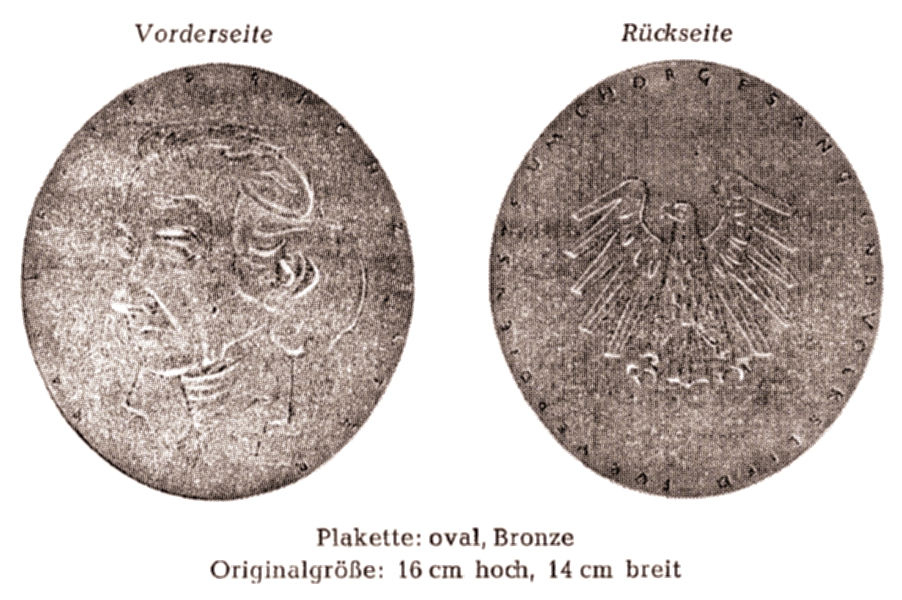
Amtliche Darstellung der Zelter-Plakette im Bundesgesetzblatt

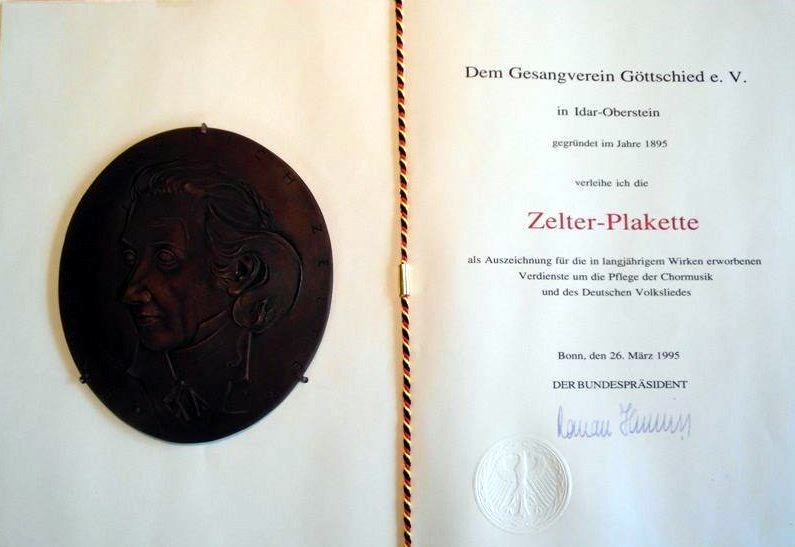
Zelterplakette des Gesangvereins Göttschied aus Idar-Oberstein

Die Zelter-Plakette wurde 1956 von Bundespräsident Theodor Heuss als staatliche Auszeichnung gestiftet, um Chorvereinigungen auszuzeichnen, die sich um die Chormusik und das Volkslied verdient gemacht haben. Gestaltet wurde sie von dem Kölner Bildhauer Heribert Calleen.

## Geschichte
Bereits im Jahre 1909 stiftete die Berliner Liedertafel, ein 1884 von Carl Friedrich Zelter gegründeter Männerchor, eine Zelterplakette für Verdienste um den deutschen Männergesang. Ausgezeichnet wurden sowohl Personen als auch Körperschaften (zuerst die Stadt Berlin, auch der Deutsche Sängerbund, zuletzt 1930 der Erfurter Männergesangverein).
Die Geschichte der Zelter-Plakette als staatliche Auszeichnung reicht in die 1920er Jahre zurück. Der für die Belange der Laienmusik aufgeschlossene Preußische Minister für Wissenschaft, Kunst und Volksbildung, Otto Boelitz, stiftete durch Runderlass im Jahre 1922 drei künstlerisch gestaltete Gedenkblätter als staatliche Anerkennung für Laienchöre aus Anlass ihres 50-, 75- und 100-jährigen Bestehens. Wenige Jahre später traten an die Stelle der Gedenkblätter Plaketten in Bronze, Silber und Gold. Diese Zelter-Plaketten wurden bis zum Beginn des Jahres 1942 verliehen.
Beim Wiederaufbau nach dem Krieg ergriff der Deutsche Sängerbund die Initiative, die Zelter-Plakette als staatliche Anerkennung für langjährige Bemühungen und besondere Leistungen auf dem Gebiet des Chorgesanges wieder ins Leben zu rufen.
Am 7. August 1956 unterzeichnete Bundespräsident Heuss den Erlass, der bestimmt, dass die Zelter-Plakette erneut als Anerkennung zum 100-jährigen Bestehen eines Chores verliehen wird. Die Eingangsworte des Erlasses lauteten:

„Als Auszeichnung für Chorvereinigungen, die sich in langjährigen Wirken besondere Verdienste um die Pflege der Chormusik und des deutschen Volksliedes und damit um die Förderung des kulturellen Lebens erworben haben, stifte ich die Zelter-Plakette. Die Einzelheiten der Verleihung werden durch besondere Richtlinien festgelegt“

## Richtlinien
Die Richtlinien für die Verleihung der Zelter-Plakette sind zuletzt durch Erlass des Bundespräsidenten vom 19. November 2014 neu gefasst worden (BGBl. I S. 1761).

### Stiftungszweck
Die Zelter-Plakette ist als Auszeichnung für Chorvereinigungen bestimmt, die sich im langjährigen Wirken besondere Verdienste um die Pflege der Chormusik und des deutschen Volksliedes und damit um die Förderung des kulturellen Lebens erworben haben.

### Aussehen und Beschaffenheit
Die Plakette ist hochoval, hat die Maße: 16 cm (Höhe) × 14 cm (Breite) und besteht aus Bronze. Sie zeigt auf ihrer Vorderseite das Bildnis Carl Friedrich Zelters (1758–1832), Gründers der ersten Liedertafel und Direktors der Sing-Akademie zu Berlin, und auf der Rückseite den Bundesadler mit der Umschrift: Für Verdienste um Chorgesang und Volkslied.

### Vorschlageberechtigung und Antragsverfahren
Die Vorschlageberechtigung, welche zur Verleihung der Zelter-Plakette führen sollen, sind durch den zuständigen Landeskulturminister der Länder aufgrund einer Empfehlung der jeweiligen Empfehlungsausschussen zu stellen. Diese Vorschläge sind sodann dem Bundesinnenminister zuzuleiten, der diese dem Bundespräsidenten zur Entscheidung vorlegt. Die Anträge sind dabei bis zum 30. Juni des Jahres schriftlich an den Empfehlungsausschuss (oder das Landesministerium bzw. die diplomatische oder konsularische Vertretung) zu richten. Dabei ist ein amtlicher Vordruck zu benutzen. Neben dem Antrag sind Unterlagen beizufügen, die die Betätigung des Chors der letzten fünf Jahre auf dem Gebiete der musikalischen oder volksbildenden Werte widerspiegeln.

### Verleihungspraxis

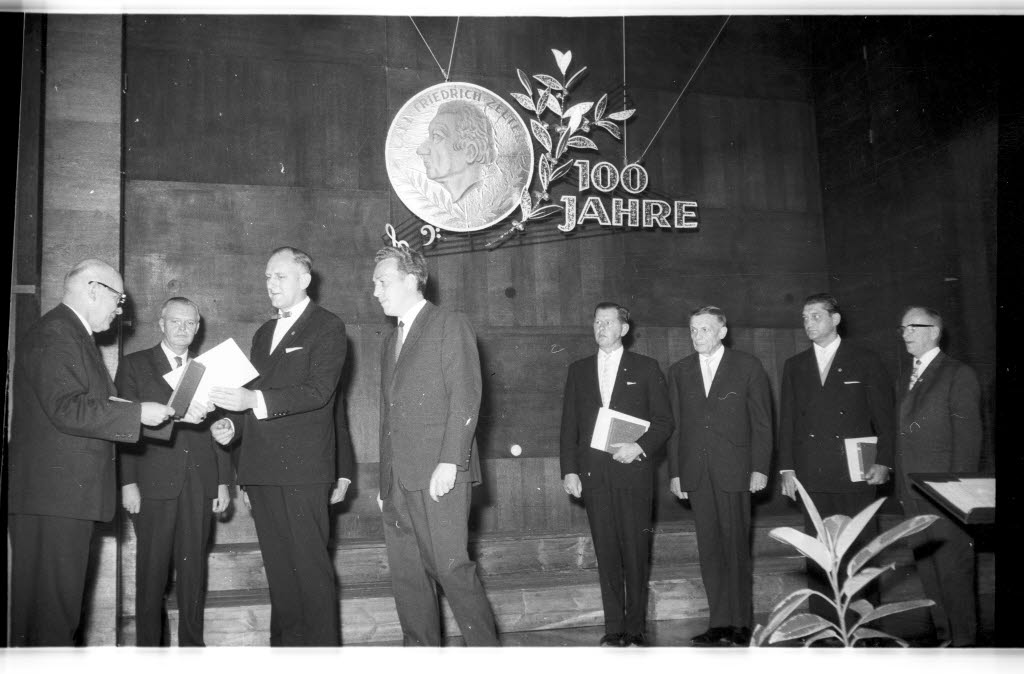
Verleihung der Zelterplakette an Chöre aus Schleswig-Holstein (1964)

Die Zelter-Plakette wird durch den Bundespräsidenten aus Anlass des 100-jährigen Bestehens einer Chorvereinigung verliehen, allerdings nur auf Antrag. Voraussetzung für die Verleihung ist der Nachweis, dass sich der Chor in ernster und erfolgreicher musikalischer Arbeit der Pflege des Chorgesanges gewidmet und im Rahmen der örtlich gegebenen Verhältnisse künstlerische oder volksbildende Verdienste erworben hat. Dabei ist insbesondere die Tätigkeit der Chorvereinigung in den vor dem Antrag liegenden fünf Jahren maßgebend und dementsprechend zu würdigen. Die Plakette wird traditionsgemäß am Sonntag Laetare drei Wochen vor Ostern in einem zentralen Festakt vom Bundespräsidenten oder dessen Vertreter (Landeskulturminister) zusammen mit einer Urkunde überreicht.

## Ausgezeichnete Chöre (Auswahl)
- Akademischer Gesangverein München[7]
- Akademisch-Musische Verbindung Berlin
- Bergfinken Dresden
- Berliner Oratorien-Chor
- Chor von St. Bonifatius (Wiesbaden)
- Konzertchor des Goethegymnasiums/Rutheneum Gera
- Kantorei St. Ulrich
- Konzertgesellschaft Bad Kreuznach
- Kreuznacher-Diakonie-Kantorei
- Mannheimer Liedertafel
- Sinfonischer Chor Aachen[8]
- Sing-Akademie zu Berlin
- Singakademie Chemnitz
- Singakademie Frankfurt (Oder)
- Robert-Franz-Singakademie
- Musikverein Kaiserslautern 1840 e. V.
- Mainzer Hofsänger
- Sängerschaft Arion
- Sängerschaft zu St. Pauli Jena et Burgundia Breslau in Münster
- Studentische Musikvereinigung Blaue Sänger Göttingen
- Männerchor Radebeul Liederkranz 1844
- Städtischer Musikverein zu Düsseldorf
- Wuppertaler Kurrende

## Verleihung an ausländische Chöre
Die Zelter-Plakette kann auch an Chorvereinigungen im Ausland verliehen werden. Die Vorschläge hierzu werden vom Auswärtigen Amt aufgrund der Empfehlung des Empfehlungsausschusses eingereicht. Die Anträge sind jedoch zunächst vor der dortigen zuständigen deutschen Auslandsvertretung zu beantragen. Diese Anträge werden sodann über das Auswärtige Amt an den Bundesinnenminister weitergeleitet. Die Überreichung der Urkunde nebst Plakette erfolgt dann durch die amtliche Vertretung der Bundesrepublik Deutschland in dem betreffenden Land. Zu den so ausgezeichneten Chören zählen beispielsweise in den USA der Arion Gesangverein in Baltimore und der Fort Wayne Männerchor.

## Sonstiges
Nach Angaben der Bundesvereinigung Deutscher Chorverbände e. V. wurden in den Jahren von 1957 bis 2002 insgesamt 9.755 Zelter-Plaketten verliehen, darunter 60 Plaketten an Chöre im Ausland. Im Jahr 2009 wurde die Plakette an 133 Chöre verliehen. Eine vergleichbare Auszeichnung für Musikvereinigungen ist die Pro-Musica-Plakette.